# Josef Pürzl

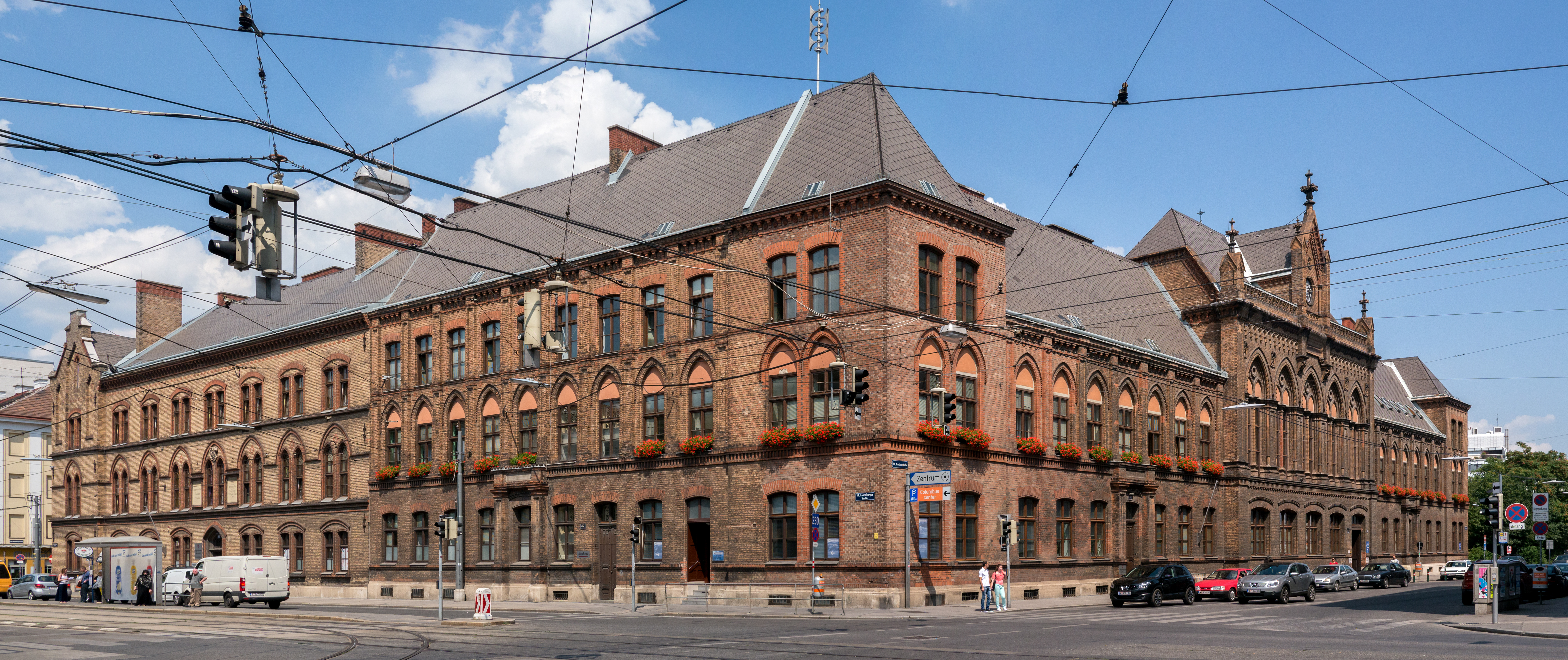
Bezirksamt, Laxenburger Straße 43–47, von Friedrich Paul und Josef Pürzl

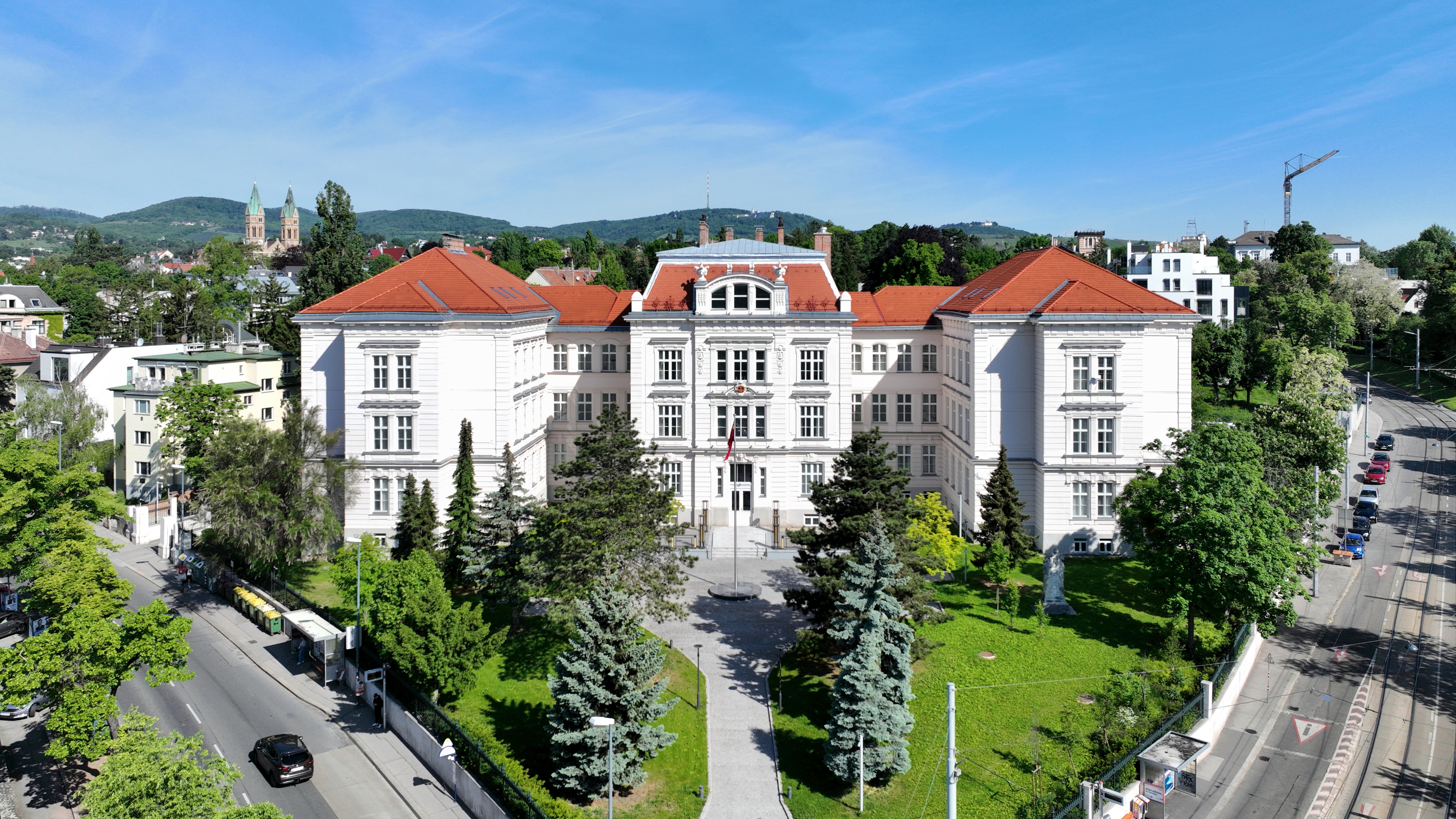
Villa Hohe Warte von Julius Fröhlich, Eduard Lasch und Josef Pürzl

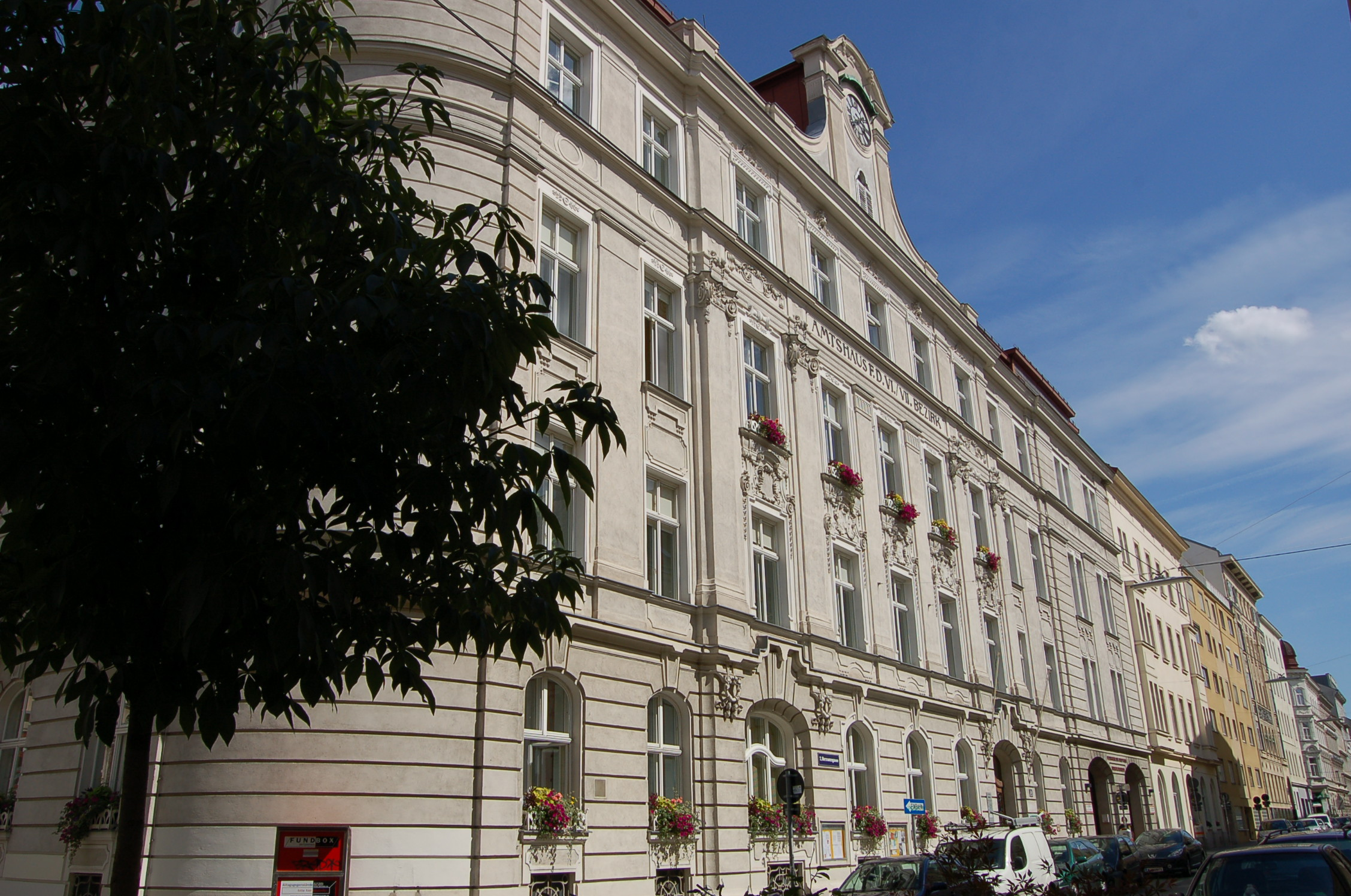
Bezirksamt, Herrmanngasse 24–28, von Moritz Serve und Josef Pürzl

Josef Pürzl (* 17. März 1852 in Weikersdorf am Steinfelde; † 17. Mai 1930 in Wien) war ein österreichischer Architekt.

## Leben
Josef Pürzl maturierte 1870 an der Realschule Wiener Neustadt und studierte von 1870 bis 1874 an der Bauingenieurschule der Technischen Hochschule in Wien. Ab 1879 war er als Oberbaurat in der Hochbauabteilung des Stadtbauamtes tätig, ab 1897 als Oberingenieur. Er war Ritter des Franz-Joseph-Ordens.

## Bedeutung
Pürzl war ein späthistoristischer Architekt, der mehrere große öffentliche Bauten in Wien ausführte. Er wandte unterschiedliche Stilformen von Neugotik über Neobarock bis zu Heimatstil an, passend zu den diversen Bauprojekten. In Aufsätzen und Diskussionen setzte er sich auch mit städtebaulichen Problemen auseinander.

## Werke
- Bezirksamt, Schule und Pfarrhof, Laxenburger Straße 43–47, Wien 10 (1871), mit Friedrich Paul
- Sanitätsstation, Harlischgasse 12, Wien 17 (1903–1904), mit Cesar Poppovits
- Amtshaus für den 2. Bezirk, Karmelitergasse 9, Wien 2 (1906–1907)
- Gräfin Franziska Andrássysches christliches Waisenhaus, Hohe Warte 1–3, Wien 19 (1907–1908), mit Julius Fröhlich und Eduard Lasch
- Amtshaus für den 7. Bezirk, Hermanngasse 24–28, Wien 7 (1910), mit Moritz Serve
- Volksrestaurant, Krapfenwaldgasse 65–73, Wien 19 (1910–1911)
- Seehospiz, San Pelagio bei Rovigno (1910)